# Tony Gustavsson
Tony Gustavsson (* 14. August 1973) ist ein ehemaliger schwedischer Fußballspieler und heutiger -trainer. Er war in der Allsvenskan-Spielzeit 2007 der erste Erstliga-Trainer, der eine akademische Trainerausbildung abgeschlossen hatte. 2012 gewann er als Trainerassistent beim olympischen Fußballturnier die Goldmedaille, zum Jahresende holte er als Cheftrainer den schwedischen Meistertitel bei den Frauen. Von September 2020 bis Juli 2024 trainierte er die australische Fußballnationalmannschaft der Frauen.

## Werdegang

### Spielerkarriere
Gustavsson begann mit dem Fußballspielen bei Söröje IF. 1989 wechselte er zu IFK Sundsvall, mit dem er Ende der Spielzeit 1990 in die zweitklassige Division 1 Norra aufstieg. Hier spielte er bis 1993, als er für ein Jahr nach Florida zu den Orlando Lions in die United Soccer Leagues ging. Zur Spielzeit 1995 kehrte Gustavsson nach Schweden zurück und schloss sich dem Fünftligisten Stockviks FF an. Nach einer Saison zog er zum Viertligisten FC Café Opera weiter, mit dem er als Staffelsieger der Division 3 Norra Svealand den Aufstieg in die dritte Liga schaffte. Er verließ jedoch den Verein und heuerte beim Fünftligisten Ytterhogdals IK an. Für den Klub erzielte er in der Spielzeit 1997 38 Tore in der Division 4 Jämtland/Härjedalen und verhalf ihm somit zum Aufstieg in die Viertklassigkeit. Dank seiner Torgefährlichkeit lud der Allsvenskan antretende Klub Hammarby IF ihn zum Probetraining ein, er konnte den Erstligisten jedoch nicht von sich überzeugen. Zur Spielzeit 1999 schloss er sich für eine Spielzeit dem Zweitligisten IK Brage an.

### Trainerlaufbahn
Parallel zu seiner Fußballerlaufbahn begann Gustavsson eine akademische Trainerausbildung, die in Zusammenarbeit vom Svenska Fotbollförbundet, der Örebro universitet und der Degerforser Fußballakademie gestartet wurde. 2000 kehrte er daher als Spielertrainer zu Ytterhogdals IK zurück, wo er bis 2003 in vier Spielzeiten arbeitete. In seiner ersten Saison führte er den mittlerweile wieder abgestiegenen Klub in die Viertklassigkeit zurück. Dort erreichte er mit der Mannschaft Mittelfeldplätze, 2002 fehlten drei Punkte zum Erreichen der Aufstiegsrunde zur dritten Liga.
In der Spielzeit 2004 schloss sich Gustavsson dem Trainerstab von Degerfors IF als spielender Assistenztrainer an. In der drittklassigen Division 2 Västra Svealand gelang unter Trainer Dave Mosson der Aufstieg in die Superettan. Nach dem Aufstieg erhielt Mosson keinen neuen Vertrag und wurde von Gustavsson als Chef-Trainer beerbt. In der Zweitliga-Spielzeit 2005 belegte er mit der Mannschaft zwei Punkte vor Bodens BK den letzten Nicht-Abstiegsplatz und führte sie im folgenden Jahr auf den elften Tabellenrang.
Damit überzeugt Gustavsson die Verantwortlichen des Erstligisten Hammarby IF, die im Oktober 2006 die Verpflichtung Gustavssons als Nachfolger von Anders Linderoth bekannt gaben. Beim Stockholmer Klub unterschrieb er einen Kontrakt mit drei Jahren Laufzeit. In seiner ersten Spielzeit führte er den Meister von 2001 auf den sechsten Tabellenplatz, im folgenden Jahr platzierte sich die Mannschaft auf dem neunten Rang. In der Spielzeit 2009 rutschte die Mannschaft um Spieler wie Rami Shaaban, Sebastian Castro-Tello, Igor Armaș und die Nachverpflichtung Andreas Dahl in den Abstiegskampf. Daher entschied sich der Verein am 31. August zum Trainerwechsel, Thom Åhlund beerbte Gustavsson.
Im April 2010 trat Gustavsson seine erste Trainerstation außerhalb Schwedens an, als er den Trainerposten beim norwegischen Klub Kongsvinger IL übernahm. Beim im Vorjahr aus der Adeccoligaen in die Tippeligaen aufgestiegenen Verein traf er auf seine Landsmänner Conny Månsson, Bobbie Friberg Da Cruz und Edier Frejd. Nachdem sein ursprünglicher Vertrag lediglich bis zur Sommerpause Gültigkeit hatte, verlängerte der Klub ihn Anfang Juni bis zum Ende der Tippeligaen-Spielzeit 2010. Am Ende der Spielzeit verpasste der Klub den Klassenerhalt, daraufhin kündigte er im November seinen Abschied an.
Im April 2012 holte seine Landsmännin Pia Sundhage Gustavsson als Spezialtrainer für die Defensive in ihr Trainerteam für die US-amerikanische Frauennationalmannschaft. Im Sommer gewann er mit der Auswahlmannschaft um Abby Wambach, Carli Lloyd, Hope Solo und Mannschaftskapitänin Christie Rampone beim olympischen Fußballturnier der Spiele der 30. Olympiade in London die Goldmedaille. Direkt im Anschluss wechselte er als Trainer zu Tyresö FF in die Damallsvenskan. Unter seiner Leitung gewann die Mannschaft am Saisonende den schwedischen Meistertitel vor dem punktgleichen Konkurrenten LdB FC Malmö und erreichte im Mai 2014 das Finale der UEFA Women’s Champions League. Nach der anschließenden Zahlungsunfähigkeit Tyresös wechselte Gustavsson erneut in den Trainerstab der US-amerikanischen Frauennationalmannschaft unter der neuen Cheftrainerin Jill Ellis. Ende September 2020 wurde er Cheftrainer der australischen Fußballnationalmannschaft der Frauen. Bei den wegen der COVID-19-Pandemie um ein Jahr verschobenen Olympischen Spielen 2020 und der Heim-WM 2023 führte er seine Mannschaft jeweils auf den vierten Platz – die bisher besten Platzierungen der Australierinnen bei diesen Turnieren.
Nach dem Vorrundenaus bei den Olympischen Spielen 2024 endete seine Tätigkeit als Trainer der Matildas. Im Februar 2025 gab der schwedische Verband bekannt, dass er nach der EM 2025 Trainer der schwedischen Fußballnationalmannschaft der Frauen wird.

### Sonstige Aktivitäten
Gustavsson arbeitete als Kommentator und Experte für verschiedene Fernsehsender. Bei der Weltmeisterschaft 2010 unterstützte er neben Glenn Strömberg Sveriges Television, später engagierte ihn Canal+.